# Governo Merkel IV
Il governo Merkel IV è stato il ventiquattresimo governo della Germania, nel corso della 19ª legislatura del Bundestag, in carica per un totale di 3 anni e 9 mesi, dal 14 marzo 2018 all'8 dicembre 2021. 
Si formò a seguito delle elezioni federali del 2017 ed è stato guidato, come i tre governi precedenti, da Angela Merkel. 
Dopo lunghe trattative si giunse dunque ad una nuova grande coalizione costituita da CDU/CSU ed SPD. Il 26 settembre 2021 si tennero le elezioni per la formazione di un nuovo Bundestag, venendo vinte dal Partito Socialdemocratico di Germania e dal vicecancelliere Olaf Scholz. Un mese dopo le elezioni, (26-10-2021), con l'insediamento del nuovo Bundestag la cancelliera Angela Merkel si è recata dal presidente federale Frank-Walter Steinmeier per rassegnare le dimissioni del governo; quest'ultimo accettò invitando la cancelliera a rimanere in carica per il disbrigo degli affari correnti fino al giuramento del nuovo governo.

## Situazione Parlamentare
| Camera    | Collocazione | Partiti                                          | Seggi     |
| --------- | ------------ | ------------------------------------------------ | --------- |
| Bundestag | Maggioranza  | CDU (200), SPD (153), CSU (46)                   | 399 / 709 |
| Bundestag | Opposizione  | AfD (94), FDP (80), Die Linke (69), I Verdi (67) | 310 / 709 |

## Composizione
| Carica o ministero                | Titolare                                      | Titolare | Titolare                                    | Partito |
| --------------------------------- | --------------------------------------------- | -------- | ------------------------------------------- | ------- |
| Cancelliera                       |                                               |          | Angela Merkel                               | CDU     |
| Vicecancelliere, Finanze          |                                               |          | Olaf Scholz                                 | SPD     |
| Esteri                            |                                               |          | Heiko Maas                                  | SPD     |
| Interno                           |                                               |          | Horst Seehofer                              | CSU     |
| Economia                          |                                               |          | Peter Altmaier                              | CDU     |
| Lavoro e affari sociali           |                                               |          | Hubertus Heil                               | SPD     |
| Alimentazione e agricoltura       |                                               |          | Julia Klöckner                              | CDU     |
| Difesa                            |                                               |          | Ursula von der Leyen Fino al 17 luglio 2019 | CDU     |
| Difesa                            | Annegret Kramp-Karrenbauer Dal 17 luglio 2019 |          |                                             | CDU     |
| Istruzione e ricerca              |                                               |          | Anja Karliczek                              | CDU     |
| Sanità                            |                                               |          | Jens Spahn                                  | CDU     |
| Responsabile Cancelleria          |                                               |          | Helge Braun                                 | CDU     |
| Giustizia                         |                                               |          | Katarina Barley Fino al 27 giugno 2019      | SPD     |
| Giustizia                         | Christine Lambrecht Dal 27 giugno 2019        |          |                                             | SPD     |
| Famiglia                          |                                               |          | Franziska Giffey Fino al 19 maggio 2021     | SPD     |
| Famiglia                          | Christine Lambrecht Dal 20 maggio 2021        |          |                                             | SPD     |
| Ambiente                          |                                               |          | Svenja Schulze                              | SPD     |
| Cooperazione economica e sviluppo |                                               |          | Gerd Müller                                 | CSU     |
| Trasporti                         |                                               |          | Andreas Scheuer                             | CSU     |

## Cronologia

### 2018
- 14 marzo: Il Bundestag, a scrutinio segreto, accorda la fiducia al governo Merkel IV con 364 voti favorevoli, 315 contrari, 9 astenuti e 4 schede nulle.

### 2019
- 22 gennaio: Angela Merkel firma insieme a Emmanuel Macron il trattato di Aquisgrana.
- 16 luglio: Annegret Kramp-Karrenbauer viene nominata nuovo ministro della Difesa al posto di Ursula von der Leyen, appena nominata nuova presidente della Commissione Europea.

### 2020
- 15 marzo: con il dilagare della pandemia di COVID-19, il governo impone il lockdown in alcune regioni e il coprifuoco in tutta la nazione a partire dalle ore 21:00.
- 20 dicembre: la cancelliera Angela Merkel fa un discorso in Parlamento nel quale annuncia la quarantena nazionale per cinque settimane dicendosi commossa che 500 morti al giorno per la pandemia di COVID-19 non sono accettabili.

### 2021
- 19 maggio: la ministra della famiglia, dopo le accuse di plagio per le chiare violazioni emerse nel lavoro della sua tesi di dottorato, ha dato le dimissioni. Viene sostituita da Christine Lambrecht, che sta svolgendo altresì ministro della giustizia.
- 26 settembre: si svolgono le elezioni per il rinnovo del Bundestag.
- 26 ottobre: la cancelliera Angela Merkel, dopo l'insediamento della 20ª legislatura, si reca dal presidente federale Frank-Walter Steinmeier per rassegnare le proprie dimissioni.
- 24 novembre: dopo 2 mesi dalle elezioni e lunghe trattative, il Partito Socialdemocratico, i Liberali e i Verdi raggiungono un accordo per la formazione di un nuovo governo, a guida Scholz, una coalizione chiamata dalla stampa "coalizione semaforo".
- 8 dicembre: con il giuramento del nuovo cancelliere Olaf Scholz e del suo governo, termina ufficialmente il governo Merkel IV. La ormai ex cancelliera Merkel lascia pertanto, dopo un breve discorso, il Palazzo della Cancelleria federale, effettuando quindi il passaggio delle consegne con il nuovo cancelliere Scholz, lì presente.